# Cyclocephala chiquita
Cyclocephala chiquita är en skalbaggsart som beskrevs av Brett C.Ratcliffe 2008. Cyclocephala chiquita ingår i släktet Cyclocephala och familjen Dynastidae. Inga underarter finns listade i Catalogue of Life.